# Depot Crag
Depot Crag är en kulle i Antarktis. Den ligger i Sydshetlandsöarna. Argentina, Chile och Storbritannien gör anspråk på området.
Terrängen runt Depot Crag är kuperad norrut, men västerut är den platt. Havet är nära Depot Crag söderut. Trakten är obefolkad. Det finns inga samhällen i närheten. 